# Relaciones Argentina-Ucrania
Las relaciones Argentina-Ucrania se refiere a las relaciones diplomáticas entre la República Argentina y Ucrania. Ambas naciones disfrutan de relaciones amistosas, cuya importancia se centra en la historia de la inmigración ucraniana a la Argentina. Los ucranianos en la Argentina forman la segunda comunidad ucraniana más grande en América Latina (después de Brasil) con aproximadamente 250,000 ucranianos y sus descendientes. Ambas naciones son miembros de las Naciones Unidas.

## Historia
Entre 1897 y 1914, la primera ola de ucranianos llegaron a la Argentina con aproximadamente 10,000 ucranianos que emigraron a la nación sudamericana. Poco después de la Primera Guerra Mundial, aproximadamente 70,000 ucranianos emigraron a la Argentina. En febrero de 1921, Argentina se convirtió en el primer y único país de América Latina en reconocer y establecer relaciones diplomáticas con Ucrania. En 1922, Ucrania se unió a la Unión Soviética. Poco después de la Segunda Guerra Mundial, otros 6,000 ucranianos emigraron a la Argentina.
El 5 de diciembre de 1991, Argentina reconoció la independencia de Ucrania después de la Disolución de la Unión Soviética. El 6 de enero de 1992, Argentina y Ucrania establecieron relaciones diplomáticas. En 1993, ambas naciones abrieron embajadas en sus respectivas capitales. En 1995, el presidente ucraniano Leonid Kuchma realizó una visita oficial a la Argentina. En 1998, el presidente argentino Carlos Menem realizó una visita oficial a Ucrania.
Durante la Anexión de Crimea por la Federación de Rusia en febrero-marzo de 2014, Argentina, como miembro no permanente del Consejo de Seguridad de las Naciones Unidas, votó una resolución que condena el referéndum en Crimea. En marzo de 2014, Argentina se abstuvo de votar por la Resolución 68/262 de la Asamblea General de las Naciones Unidas titulada Integridad territorial de Ucrania. El gobierno de la Presidenta argentina, Cristina Fernández de Kirchner, declaró que había "doble estándares" por parte del Reino Unido y los Estados Unidos por condenar el referéndum de Crimea pero apoyando el referéndum en las Islas Malvinas. Argentina ha pedido la "integridad de Ucrania" y cree que Crimea debería ser devuelta a Ucrania.
En septiembre de 2016, el presidente argentino Mauricio Macri y el presidente ucraniano Petró Poroshenko se reunieron durante la Asamblea General de las Naciones Unidas en la ciudad de Nueva York. En 2016, ambas naciones celebraron 25 años desde el restablecimiento de las relaciones diplomáticas.

## Visitas de alto nivel

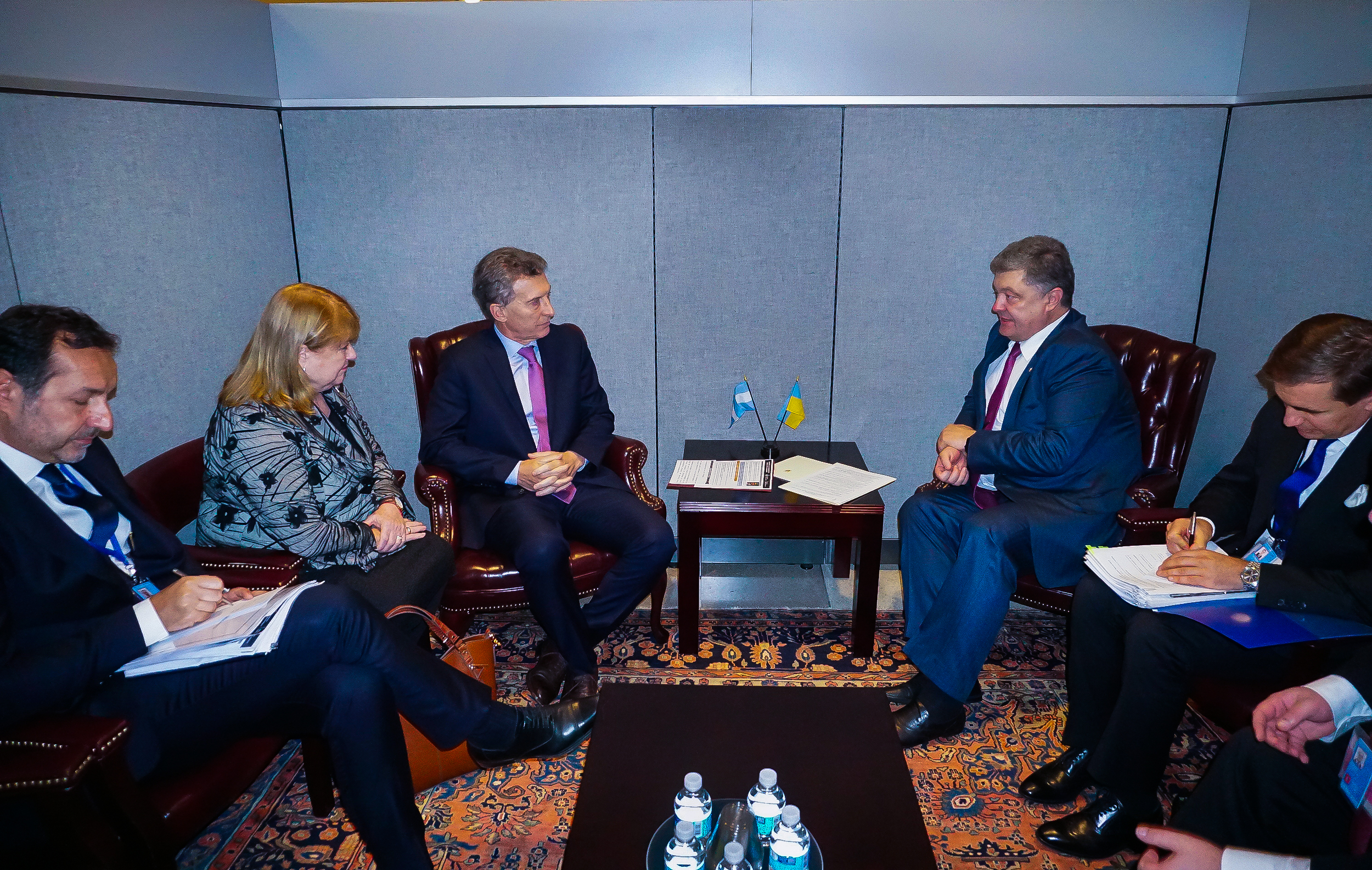
El Presidente argentino Mauricio Macri junto con el presidente ucraniano Petró Poroshenko en Nueva York, 2016.

Visitas de alto nivel de Argentina a Ucrania
- Presidente Carlos Menem (1998)

Visitas de alto nivel de Ucrania a la Argentina
- Presidente Leonid Kuchma (1995)
- Presidente Volodímir Zelenski (2023)[9]

## Relaciones bilaterales
Ambas naciones han firmado varios acuerdos bilaterales, como un Acuerdo sobre la Protección de Inversiones (1995); Acuerdo sobre Comercio y Cooperación Económica (1996); Tratado de Relaciones Amistosas y Cooperación (2000); Acuerdo sobre la Abolición de Visas (2011) y un Acuerdo para el reconocimiento mutuo de títulos de educación superior de ambas naciones (2015).

## Comercio

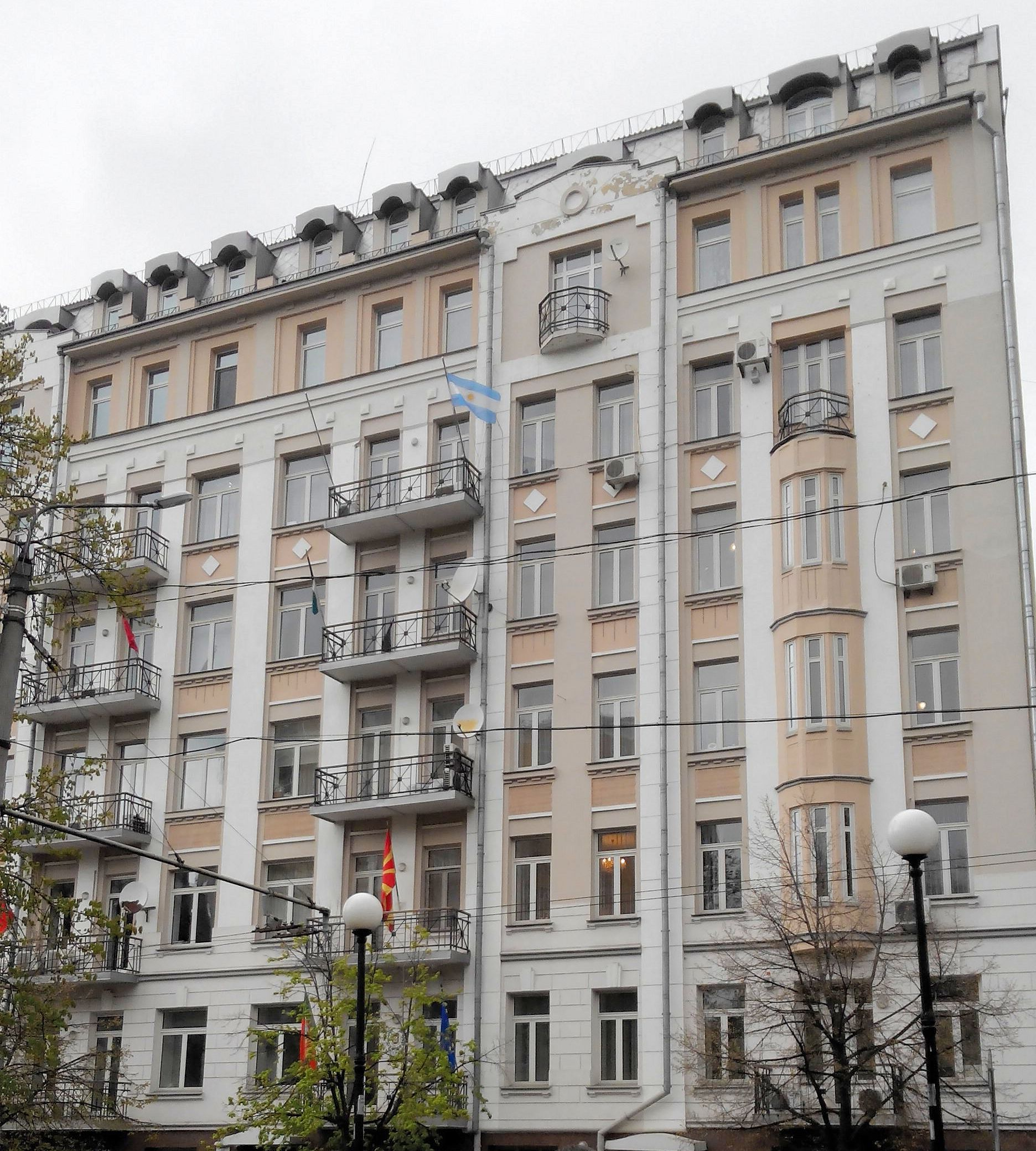
Edificio alojando a la Embajada de Argentina en Kiev

En 2017, el comercio bilateral entre ambas naciones ascendió a $60.5 millones de dólares. Las principales exportaciones de Argentina a Ucrania incluyen: peces y crustáceos; frutas y nueces; semillas y frutos oleaginosos; tabaco y sus sustitutos. Las principales exportaciones de Ucrania a la Argentina incluyen: fertilizantes, metales ferrosos y maquinaria. La empresa multinacional argentina Molinos Río de la Plata opera en Ucrania.

## Misiones diplomáticas residentes
- Argentina tiene una embajada en Kiev.[11]
- Ucrania tiene una embajada en Buenos Aires.[12]